# Steve Backley
Steve Backley (Stephen James Backley; * 12. Februar 1969 in Sidcup) ist ein ehemaliger britischer Speerwerfer. Er war viermal in Folge Europameister.
Seit Anfang der 1990er Jahre gehörte er zur Weltspitze. 1992 stellte er am 25. Januar in Auckland mit 91,46 m seine persönliche Bestleistung auf. Bei den Olympischen Spielen in Barcelona gewann er mit 83,38 m die Bronzemedaille, und bei den Leichtathletik-Weltmeisterschaften 1993 in Stuttgart kam er auf den vierten Platz.
Danach gewann er bei fast jedem Leichtathletikweltereignis die Silbermedaille: Bei den Weltmeisterschaften 1995 in Göteborg, bei den Olympischen Spielen 1996 in Atlanta, bei den Weltmeisterschaften 1997 in Athen und bei den Olympischen Spielen 2000 in Sydney. Mit der Silbermedaille von Sydney war er der erste Brite, der drei Medaillen in einer Leichtathletikkonkurrenz bei drei Olympischen Spielen gewann. Lediglich bei den Weltmeisterschaften 1999 in Sevilla musste er sich mit einem achten Platz begnügen. Bei seinem vierten olympischen Start, den Spielen 2004 in Athen, erreichte er einen vierten Platz.
Überragend war Steve Backley bei den Leichtathletik-Europameisterschaften. Viermal in Folge gewann er den Titel: 1990 in Split, 1994 in Helsinki, 1998 in Budapest und 2002 in München. Bei den Commonwealth Games gewann er 1990 in Auckland, 1994 in Victoria und 2002 in Manchester, während er 1998 in Kuala Lumpur Silber hinter dem Südafrikaner Marius Corbett gewann.
Backley wurde 1990 als Welt-Leichtathlet des Jahres geehrt. 1995 wurde er mit der fünften Stufe des Order of the British Empire (Member, MBE) und 2003 mit der vierten Stufe (Officer, OBE) ausgezeichnet.
Steve Backley hatte bei einer Größe von 1,96 m ein Wettkampfgewicht von 100 kg.
2008 nahm er an der dritten Staffel der Eiskunstlaufshow Dancing on Ice teil.